# Taschorema ferulum
Taschorema ferulum är en nattsländeart som beskrevs av Arturs Neboiss 1977. Taschorema ferulum ingår i släktet Taschorema och familjen Hydrobiosidae. Inga underarter finns listade i Catalogue of Life.